# Raar Maar Waar
Raar Maar Waar was een humoristisch consumentenprogramma op VTM, gebaseerd op het BBC-programma That's life (net zoals het Nederlandse programma Ook dat nog!).
Producer van het programma was Jan Vanderstraeten.  Het werd gepresenteerd door Karl Symons en de vaste panelleden waren Els de Schepper, Warre Borgmans, Karen De Visscher en François Beukelaers. Het liep gedurende drie seizoenen en kwam voor het eerst in 1991 op het scherm.
Kijkers konden op voorhand klachten insturen over situaties die ze hadden meegemaakt. In Raar maar waar werden deze klachten door het vaste panel nagespeeld. In veel gevallen nam de redactie van Raar maar waar voor opname ook contact op met het betreffende bedrijf om tot een oplossing te komen, al dan niet met succes. Er werden klachten behandeld zoals:
- Een meubelfabrikant die erin slaagde om tien keer achter elkaar de verkeerde meubelen te leveren bij de klant
- Een aangifte bij de gemeente waarvan de verwerking totaal in het honderd loopt
- Klanten van een bedrijf die van het kastje naar de muur worden gestuurd
- Mensen die al enkele keren hun abonnement hadden opgezegd, maar de uitgever bleef de krant dagelijks bezorgen en aanrekenen...

De panelleden speelden de klacht na en namen allemaal een bepaalde rol in. In de rolverdeling zaten uiteraard de consument en het betreffende bedrijf. Soms werden er nog opsplitsingen gemaakt zoals consument, klachtendienst, verkoopdienst, directeur, aankoopdienst, ... Gezien het een humoristisch programma was, deden de panelleden er hier en daar nog een schepje bovenop.

## Het einde
VTM is een commerciële zender en leeft van reclame-inkomsten. Tijdens het programma werden er ook klachten behandeld van grotere ketens. Deze ketens adverteerden echter bij VTM tijdens de reclameblokken. Op zeker ogenblik merkte VTM dat er een aantal grote adverteerders afhaakte. Na een onderzoek bleek dat deze bedrijven in opspraak waren gekomen in Raar maar waar. Daarop beslisten deze ketens om niet meer te adverteren. Om te vermijden dat er in de toekomst nog meer adverteerders zouden afhaken, besliste VTM het programma af te voeren na het derde seizoen.